# Mielichhoferia chlorocarpa
Mielichhoferia chlorocarpa är en bladmossart som beskrevs av Theodor Carl Karl Julius Herzog 1934 [1935. Mielichhoferia chlorocarpa ingår i släktet kismossor, och familjen Bryaceae. Inga underarter finns listade i Catalogue of Life.